# 4 Sagittarii
4 Sagittarii (4 Sgr) é uma estrela azul na sequência principal na constelação de Sagitário. Possui uma magnitude aparente de 4.74 e está a aproximadamente 420 anos-luz de distância segundo o paralaxe. Pertence à classe espectral B9V.